# Butyriboletus
Genre
Butyriboletus est un genre de champignons de la famille des Boletaceae.

## Liste des espèces
Selon MycoBank (18 novembre 2023) :
- Butyriboletus abieticola (Thiers) D. Arora & J. L. Frank, 2014
- Butyriboletus appendiculatus (Schaeffer) D. Arora & J. L. Frank, 2014
- Butyriboletus autumniregius D. Arora and J. L. Frank, 2014
- Butyriboletus brunneus (Peck) D. Arora & J. L. Frank, 2014
- Butyriboletus cepaeodoratus (Taneyama & Har. Takah.) Vizzini & Gelardi, 2014
- Butyriboletus fechtneri (Velen.) D. Arora & J.L. Frank, 2014
- Butyriboletus floridanus (Singer) G. Wu, Kuan Zhao & Zhu L. Yang, 2016
- Butyriboletus frostii (J.L. Russell) G. Wu, Kuan Zhao & Zhu L. Yang, 2016
- Butyriboletus fuscoroseus (Smotl.) Vizzini & Gelardi, 2014
- Butyriboletus hainanensis N.K. Zeng, Zhi Q. Liang & S. Jiang, 2016
- Butyriboletus huangnianlaii N.K. Zeng, H. Chai & Zhi Q. Liang, 2019
- Butyriboletus loyo (Phillippi) Mikšík, 2015
- Butyriboletus parachinarensis Naseer, Davoodian & Khalid, 2021
- Butyriboletus peckii (Frost) Kuan Zhao, Zhu L. Yang & Halling, 2015
- Butyriboletus persolidus D. Arora and J. L. Frank, 2014
- Butyriboletus primiregius D. Arora and J. L. Frank, 2014
- Butyriboletus pseudoregius (Huber) D Arora & J L Frank, 2014
- Butyriboletus pseudospeciosus Kuan Zhao & Zhu L. Yang, 2016
- Butyriboletus pulchriceps (Both, Bessette & R. Chapm.) Kuan Zhao, Zhu L. Yang & Halling, 2015
- Butyriboletus querciregius D. Arora and J. L. Frank, 2014
- Butyriboletus regius (Krombh.) D. Arora & J.L. Frank, 2014
- Butyriboletus roseoflavus (Hai B. Li & Hai L. Wei) D. Arora & J.L. Frank, 2014
- Butyriboletus roseogriseus (J. Šutara, M. Graca, M. Kolarík, V. Janda & M. Kríž) Vizzini & Gelardi, 2014
- Butyriboletus ruber (M. Zang) Kui Wu, Gang Wu & Zhu L. Yang, 2020
- Butyriboletus sanicibus D. Arora and J. L. Frank, 2014
- Butyriboletus subappendiculatus (Dermek, Lazebnícek & J. Veselský) D. Arora & J. L. Frank, 2014
- Butyriboletus subsplendidus (W.F. Chiu) Kuan Zhao, G. Wu & Zhu L. Yang, 2016
- Butyriboletus taughannockensis Safonov, 2017
- Butyriboletus ventricosus (Taneyama & Har. Takah.) Vizzini & Gelardi, 2014
- Butyriboletus yicibus D. Arora & J.L. Frank, 2014

## Publication originale
- (en) David Arora et Jonathan L Frank, « Clarifying the butter Boletes: a new genus, Butyriboletus, is established to accommodate Boletus sect. Appendiculati, and six new species are described », Mycologia, Mycological Society of America (d), NYBG et Taylor & Francis, vol. 106, no 3,‎ 28 mai 2014, p. 464-480 (ISSN 0027-5514 et 1557-2536, OCLC 1640733, PMID 24871600, DOI 10.3852/13-052).